# Stanisław Ścigalski
Stanisław Ścigalski (ur. 2 maja 1904 w Choczni, zm. 1 grudnia 1999 w Montrealu) – adwokat, działacz ludowy.

## Życiorys
Syn Karola i Agnieszki z Guzdków. Studiował na Uniwersytecie Jagiellońskim w Krakowie. Działał w Polskiej Akademickiej Młodzieży Ludowej, której był wiceprezesem w latach 1927–1928. W latach 1928–1929 działał jako przewodniczący Sądu Koleżeńskiego PALM w Krakowie. W latach 1936–1939 był sekretarzem zarządu wojewódzkiego Stronnictwa Ludowego w Warszawie. Po wrześniu 1939 r. przebywał na Zachodzie. Był członkiem Komitetu Zagranicznego Stronnictwa Ludowego. Pełnił funkcję zastępcy dyrektora departamentu Krajowego w Ministerstwie Spraw Wewnętrznych rządu polskiego na imigracji. Był pracownikiem Zarządu Głównego Czerwonego Krzyża w Londynie oraz Towarzystwa Pomocy Polakom.
Poprzez jego zaangażowanie i pracę w kierowaniu akcją przesyłania imiennych paczek żywnościowych i odzieżowych Polakom więzionym w obozach koncentracyjnych i rodzinom polskim wysiedlonym z ziem zajętych przez Niemców, setki Polaków i rodzin polskich przetrwało warunki obozowe i warunki związane z wysiedleniem i utratą mienia oraz okresem powojennym
Po zakończeniu II wojny światowej wyemigrował z Wielkiej Brytanii do Kanady. Osiadł w Toronto, gdzie prowadził własną firmę malarską. Działał w Kongresie Polonii Kanadyjskiej.